# Popigaj
Il Popigaj (in russo Попига́й?) è un fiume della Russia siberiana settentrionale, affluente di destra della Chatanga. Scorre nel Tajmyrskij rajon del Territorio di Krasnojarsk, in Russia.
Ha origine dal lago Čonno-Kjuel', situato sul versante settentrionale dell'altopiano dell'Anabar, sezione nordorientale dell'immensa area di alteterre della Siberia centrale. Scorre, nel suo alto corso, nel pedemonte settentrionale dell'altopiano, mentre successivamente, dopo aver aggirato ad oriente i monti Chara-Tas, entra nel bassopiano siberiano settentrionale, assumendo direzione nordoccidentale che manterrà fino alla foce nella zona dell'estuario della Chatanga (della quale viene considerato tributario). I principali affluenti sono la Rassocha e il Fomič, entrambi provenienti dalla sinistra idrografica.
Il fiume è gelato, mediamente da fine settembre agli inizi di giugno. Non incontra praticamente centri urbani nel suo corso, visto il bassissimo livello di popolamento del bacino; il principale centro abitato è il piccolo villaggio omonimo.
Nel bacino del fiume si trova il cratere di Popigaj, un importante cratere da impatto del diametro di circa 100 chilometri, risalente all'epoca eocenica.